# Sumatra (Florida)
Sumatra es un lugar designado por el censo ubicado en el condado de Liberty en el estado estadounidense de Florida. En el Censo de 2020 tenía una población de 187 habitantes y una densidad poblacional de 74,80 personas por km².

## Geografía
Sumatra se encuentra ubicado en las coordenadas 30°1′23″N 84°58′57″O / 30.02306, -84.98250. Según la Oficina del Censo de los Estados Unidos, Sumatra tiene una superficie total de 2.5 km², de la cual 2.5 km² corresponden a tierra firme y (0%) 0 km² es agua.

## Demografía
Según el censo de 2020, había 187 personas residiendo en Sumatra. La densidad de población era de 74,80 hab./km². De los 187 habitantes, Sumatra estaba compuesto por el 98.40% blancos, el 0,53% eran afroamericanos, el 0% eran amerindios, el 0% eran asiáticos, el 0% eran isleños del Pacífico, el 0% eran de otras razas y el 1.07% pertenecían a dos o más razas. Del total de la población el 0% eran hispanos o latinos de cualquier raza.